# Астра+
Радио Астра+ е българска радиостанция от град Дупница.
Започва да се излъчва през януари 1998 на честота 101.3, а от 2001 година – на 97.2 FM. Пускат музика, новини и музикални предавания.
То се разпространява в Община Дупница. Аудиторията на радиото е на възраст 15-40 години.
До 2005 година е второто частно радио, а след закриването на радио „Саня“ остава единствена частна радиостанция в града.